# Tim O'Reilly
Para o músico, ver Tim O'Reilly (músico).

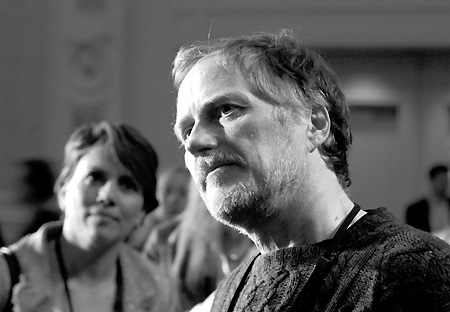
Tim O'Reilly na conferência MIX06 em Las Vegas, Nevada

Tim O'Reilly (nascido em 6 de junho de 1954, Cork, Irlanda) é o fundador da O'Reilly Media (antigamente nomeada O'Reilly & Associates) e entusiasta de movimentos de apoio ao software livre e código livre. Ele popularizou o termo open source e é também creditado como o criador da expressão Web 2.0.
O'Reilly foi inicialmente interessado em literatura ao graduar-se do ensino médio, mas após sua graduação em Harvard em 1975 com bacharelado com honras em filologia clássica passou a envolver-se no campo de manuais de computação. Tim define sua companhia, não como uma publicadora de livros ou material online, ou como produtora de conferências (embora a companhia faça os três), mas como companhia de transferência de tecnologia, "mudar o mundo divulgando o conhecimento dos inovadores". Tim faz parte da diretoria da CollabNet, e foi da diretoria da Macromedia até sua fusão com a Adobe em 2005.
Em 2001, Tim envolveu-se numa disputa com a Amazon.com, liderando um protesto contra a patente do "one-click" por parte da Amazon, e especificamente, o uso desta patente pela Amazon contra sua rival barnesandnoble.com. O protesto terminou com Tim e Jeff Bezos visitando Washington D.C. para fazer lobby pela reforma da patente. A Amazon continua depositando muitos pedidos de patentes, e o caso Barnes & Noble foi resolvido. Em 2006, a Amazon não voltou a iniciar processos por infração de patente.
Em dezembro de 2006, a firma de publicações de O'Reilly doou dez mil dólares para Creative Commons, demonstrando seu interesse no Movimento Pela Cultura Livre.